# Wilfried Herget
Wilfried Herget (* 1946 in Braunschweig) ist ein deutscher emeritierter Universitätsprofessor für Didaktik der Mathematik an der Universität Halle-Wittenberg.

## Leben
Nach dem Abitur 1965 an der Hoffmann-von-Fallersleben-Schule Braunschweig und Wehrdienst begann Wilfried Herget im Sommersemester 1967 sein Studium der Mathematik an der Technischen Universität Braunschweig. Im Juni 1971 legte er die Diplomprüfung in Mathematik ab. 1975 wurde Herget dort in Mathematik zum Dr. rer. nat. promoviert (Bernoulli-Polynome in Zn). Lange Zeit lehrte er an der TU Clausthal, auch an der dortigen Robert-Koch-Schule. 1995 folgte seine Habilitation in Didaktik der Mathematik und Informatik an der Universität Hildesheim.
Von 1995 bis 1997 hatte Herget eine C3-Professur für Mathematik und ihre Didaktik an der Universität Bielefeld in der Fakultät für Mathematik inne, und von 1997 bis 2011 lehrte er an der Martin-Luther-Universität Halle-Wittenberg als C4-Professor für Didaktik der Mathematik in der Nachfolge von Werner Walsch.

## Veröffentlichungen
- mit Schmitt-Hartmann, Reinhard (2013): Moderner Unterricht: Papierfalten im Mathematikunterricht. – Stuttgart: Klett, ISBN 978-3-12-720062-1
- mit Strick, Heinz Klaus (2012): Die etwas andere Aufgabe – Mathe mit Pfiff. – Seelze: Kallmeyer. ISBN 3-7800-4188-X.
- mit Jahnke, Thomas; Kroll, Wolfgang (2001/2011): Produktive Aufgaben für den Mathematikunterricht der Sekundarstufe I / II. – Berlin: Cornelsen, ISBN 3-464-54360-9, + CD-ROM / ISBN 978-3-464-54203-3, 256 S. + CD-ROM
- Büchter, Andreas; Herget, Wilfried; Leuders, Timo; Müller, Jan Hendrik (2007 / 2011): Die Fermi-Box. Für die Klassen 5–7 / 8–10. – Dortmund: Lernbuchverlag/Klett, ISBN 978-3-403-11280-8 / ISBN 978-3-403-11279-2
- mit Scholz, Dietmar (1998): Die etwas andere Aufgabe – aus der Zeitung. Mathematik-Aufgaben Sek. I. – Seelze: Kallmeyer. 220 S. ISBN 3-7800-4188-X.

## Einzelbelege
1. ↑  Wilfried Herget. Abgerufen am 13. März 2024.
2. ↑  Uni Halle, FB Math./Inf., W. Herget. Abgerufen am 23. Februar 2024.
3. ↑  Wilfried Herget. Deutsche Mathematiker-Vereinigung, abgerufen am 23. Februar 2024.

| Personendaten    | Personendaten                                     |
| ---------------- | ------------------------------------------------- |
| NAME             | Herget, Wilfried                                  |
| KURZBESCHREIBUNG | deutscher Universitätsprofessor und Fachbuchautor |
| GEBURTSDATUM     | 1946                                              |
| GEBURTSORT       | Braunschweig                                      |